# Grand Prix Formule 1 van China 2004
De Grand Prix Formule 1 van China 2004 werd gehouden op 26 september 2004 op het Shanghai International Circuit in Shanghai.

## Testrijders op vrijdag
| Team               | Rijder           |
| ------------------ | ---------------- |
| BAR-Honda          | Anthony Davidson |
| Sauber - Petronas  | -                |
| Jaguar Racing      | Björn Wirdheim   |
| Toyota             | Ryan Briscoe     |
| Jordan-Ford        | Robert Doornbos  |
| Minardi - Cosworth | Bas Leinders     |

## Uitslag
| Positie | Nummer | Rijder               | Team               | Ronden | Tijd/Opgave | Startplaats | Punten |
| ------- | ------ | -------------------- | ------------------ | ------ | ----------- | ----------- | ------ |
| 1       | 2      | Rubens Barrichello   | Scuderia Ferrari   | 56     | 1:29:12.420 | 1           | 10     |
| 2       | 9      | Jenson Button        | BAR-Honda          | 56     | +1.035      | 3           | 8      |
| 3       | 6      | Kimi Räikkönen       | McLaren - Mercedes | 56     | +1.469      | 2           | 6      |
| 4       | 8      | Fernando Alonso      | Renault            | 56     | +32.510     | 6           | 5      |
| 5       | 3      | Juan Pablo Montoya   | Williams-BMW       | 56     | +45.193     | 10          | 4      |
| 6       | 10     | Takuma Sato          | BAR-Honda          | 56     | +54.791     | 18          | 3      |
| 7       | 11     | Giancarlo Fisichella | Sauber - Petronas  | 56     | +1:05.454   | 7           | 2      |
| 8       | 12     | Felipe Massa         | Sauber - Petronas  | 56     | +1:20.080   | 4           | 1      |
| 9       | 5      | David Coulthard      | McLaren - Mercedes | 56     | +1:20.619   | 9           |        |
| 10      | 14     | Mark Webber          | Jaguar Racing      | 55     | +1 Ronde    | 11          |        |
| 11      | 7      | Jacques Villeneuve   | Renault            | 55     | +1 Ronde    | 12          |        |
| 12      | 1      | Michael Schumacher   | Scuderia Ferrari   | 55     | +1 Ronde    | 20          |        |
| 13      | 18     | Nick Heidfeld        | Jordan-Ford        | 55     | +1 Ronde    | 14          |        |
| 14      | 17     | Olivier Panis        | Toyota             | 55     | +1 Ronde    | 8           |        |
| 15      | 19     | Timo Glock           | Jordan-Ford        | 55     | +1 Ronde    | 16          |        |
| 16      | 21     | Zsolt Baumgartner    | Minardi - Cosworth | 53     | +3 Rondes   | 19          |        |
| Ret     | 20     | Gianmaria Bruni      | Minardi - Cosworth | 38     | Wiel        | 17          |        |
| Ret     | 4      | Ralf Schumacher      | Williams-BMW       | 37     | Botsing     | 5           |        |
| Ret     | 16     | Ricardo Zonta        | Toyota             | 35     | Transmissie | 13          |        |
| Ret     | 15     | Christian Klien      | Jaguar Racing      | 11     | Botsing     | 15          |        |

## Wetenswaardigheden
- Rondeleiders: Rubens Barrichello 47 (1-12; 16-29; 36-56), Jenson Button 8 (13-14; 30-35) en Ralf Schumacher 1 (15).
- Michael Schumacher startte voor de eerste keer vanuit de pitstraat doordat hij spinde in de kwalificatie. Het was ook de eerste keer dit seizoen dat hij buiten het podium en de punten finishte.
- Jacques Villeneuve maakte zijn rentree in de Formule 1 bij Renault, waar hij Jarno Trulli verving.
- Ralf Schumacher was terug bij Williams nadat hij 6 races uit de roulatie was door een zwaar ongeluk bij de Grand Prix van de Verenigde Staten dat jaar.
- Giorgio Pantano was ontslagen bij Jordan en werd vervangen door Timo Glock, die 2 punten scoorde bij zijn debuut in de Canadese Grand Prix van dat jaar.

## Statistieken
| Snelste ronde | Michael Schumacher | Scuderia Ferrari | 1:32.238 |

2004 · 2005 · 2006 · 2007 · 2008 · 2009 · 2010 · 2011 · 2012 · 2013 · 2014 · 2015 · 2016 · 2017 · 2018 · 2019 · 2024 · 2025